# Velemér
Velemér là một thị trấn thuộc hạt Vas, Hungary. Thị trấn này có diện tích 9,55 km², dân số năm 2010 là 84 người, mật độ 9 người/km².